# Charlie Depthios
Charlie Depthios, né le 2 février 1940 à Mamuju et mort le 4 septembre 1999, est un ancien haltérophile indonésien qui a participé dans la catégorie des 52 kg et représenté l'Indonésie lors de compétitions internationales. Il a remporté la médaille d'argent à l'épaulé-jeté aux Championnats du monde d'haltérophilie 1970 (en) en soulevant 127,5 kg.